# Offshore-Windpark Gode Wind II
Gode Wind 2 ist der Name eines Offshore-Windparks in der deutschen Ausschließlichen Wirtschaftszone in der südlichen Nordsee, der im Jahr 2017 in Betrieb ging.

Lage von Gode Wind 2 innerhalb der Windparks in der Deutschen Bucht

## Lage
Die Gesamtfläche des Windparks beträgt rund 57 km². Das Gebiet liegt ca. 32,5 km nördlich der Insel Norderney, ca. 33,7 km der Insel Juist, ca. 36,4 km der Insel Baltrum sowie ca. 39,2 km der Insel Langeoog mit Wassertiefen von 28 bis 33 m.

## Geschichte
Projektiert wurde der Windpark von PNE Wind. Im August 2012 erwarb Ørsted (damals: Dong Energy) die Rechte an dem Windpark.
Ursprünglich beantragte PNE Wind im Jahr 2007 den Bau und Betrieb von 144 Windenergieanlagen (WEA). Im Genehmigungsverfahren reduzierte PNE Wind die Anlagenzahl auf 80 WEA mit einer Gesamtnennleistung von maximal 480 MW. Das Bundesamt für Seeschifffahrt und Hydrographie (BSH) erteilte am 27. Juli 2009 auf Grundlage der Seeanlagenverordnung die Genehmigung.
Im Dezember 2011 meldete PNE Wind den Verkauf des Windparks an den dänischen Investor Brancor Capital Partners APS. Dieser sollte in mehreren Tranchen abgewickelt und bis März 2012 abgeschlossen sein. Allerdings scheiterte dieser Verkauf im März 2012, da Brancor Capital Partners APS eine fällige Zahlung nicht leistete.
Nach Veräußerung des Projektes an Ørsted und weiteren Umplanungen wurde am 5. Februar 2013 die Änderung auf die endgültige Größe von 42 WEA mit einer Gesamtnennleistung von maximal 336 MW beantragt. Das restliche Planungsgebiet wird als Gode Wind 4 weiterentwickelt. Die finale Änderung wurde am 31. Juli 2013 genehmigt.
Im April 2015 starteten die Bauarbeiten in Gode Wind 2 und im benachbarten Offshore-Windpark Gode Wind I. Die Monopile-Fundamente wurden in Rostock durch die EEW Group gefertigt und mithilfe der Innovation eingebracht. Im Mai 2016 wurde die letzte WEA mithilfe der Sea Challenger durch A2SEA installiert.
Die offizielle Einweihung des Windparks fand am 27. Juni 2017 in der Dänischen Botschaft in Berlin statt.
Beteiligungsstruktur von Gode Wind 2 (Stand: 26. Juni 2017):
| Anteil | Anteilseigner               |
| ------ | --------------------------- |
| 50 %   | Ørsted                      |
| 50 %   | vier dänische Pensionsfonds |

## Windenergieanlagen
Ursprünglich sollten 84 WEA des Herstellers Vestas zum Einsatz kommen. Eine entsprechende Kooperation mit Vestas wurde im März 2011 geschlossen. Die Errichtung der WEA war für die Jahre 2012 und 2013 geplant. Der neue Eigentümer Dong Energy hat sich 2013 für eine Umplanung zugunsten von 42 getriebelosen Anlagen des Typs Siemens SWT-6.0 entschieden, die eine Nennleistung von 6 MW und einen Rotordurchmesser von 154 Metern aufweisen.

## Netzanbindung

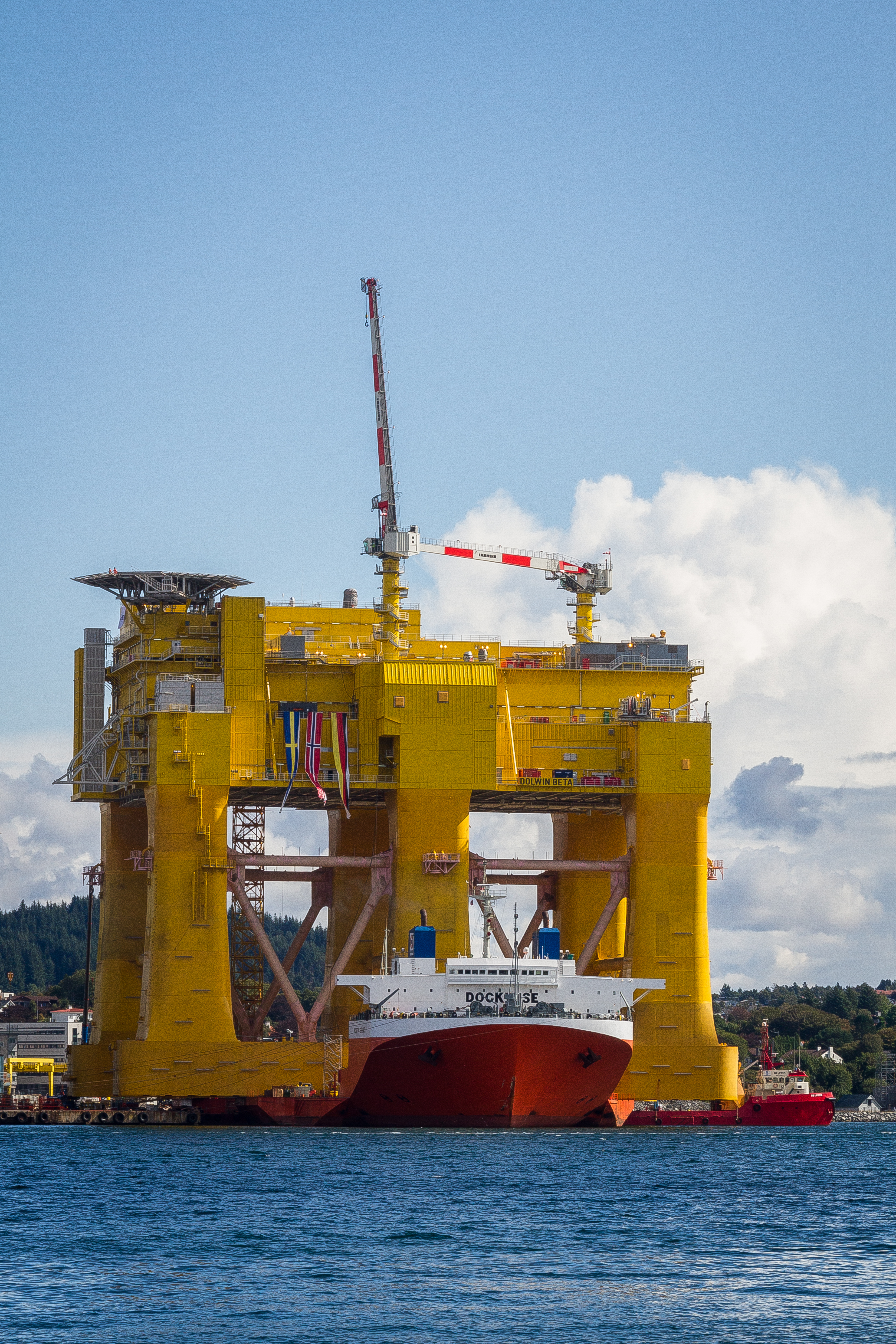
Konverterplattform DolWin beta in Haugesund, Norwegen 2014

Die Windenergieanlagen sind über Mittelspannungskabel mit einer Umspannplattform im Windpark verbunden, die den Dreiphasenwechselstrom (Drehstrom) von 33 kV auf Hochspannung von 155 kV transformiert. Von dort aus wird der Strom mittels einer Seekabel-Verbindung an das Offshore-HGÜ-System DolWin2 des Übertragungsnetzbetreibers Tennet TSO geleitet. An die Konverterplattform DolWin beta schließen auch die Offshore-Windparks Gode Wind I und Nordsee One an. Nach Umwandlung in Gleichstrom erfolgt die Übertragung über 135 km (davon 45 km Seekabel und 90 km Erdkabel) zur Konverterstation Dörpen/West bei Heede (Emsland).
Aufgrund von Kabelfehlern konnte das im Oktober 2016 errichtete System DolWin 2 erst Mitte 2017 in den Regelbetrieb gehen.

## Betrieb
Ørsted nutzt seit 2015 ein Gelände in Norddeich als Wartungs- und Servicestützpunkt. Hier steht die Betriebsführungszentrale, errichtet durch das Bauunternehmen Johann Bunte. Aufgrund des Zubaus in der Nordsee wird die Betriebsführungszentrale erweitert.